# Lillet

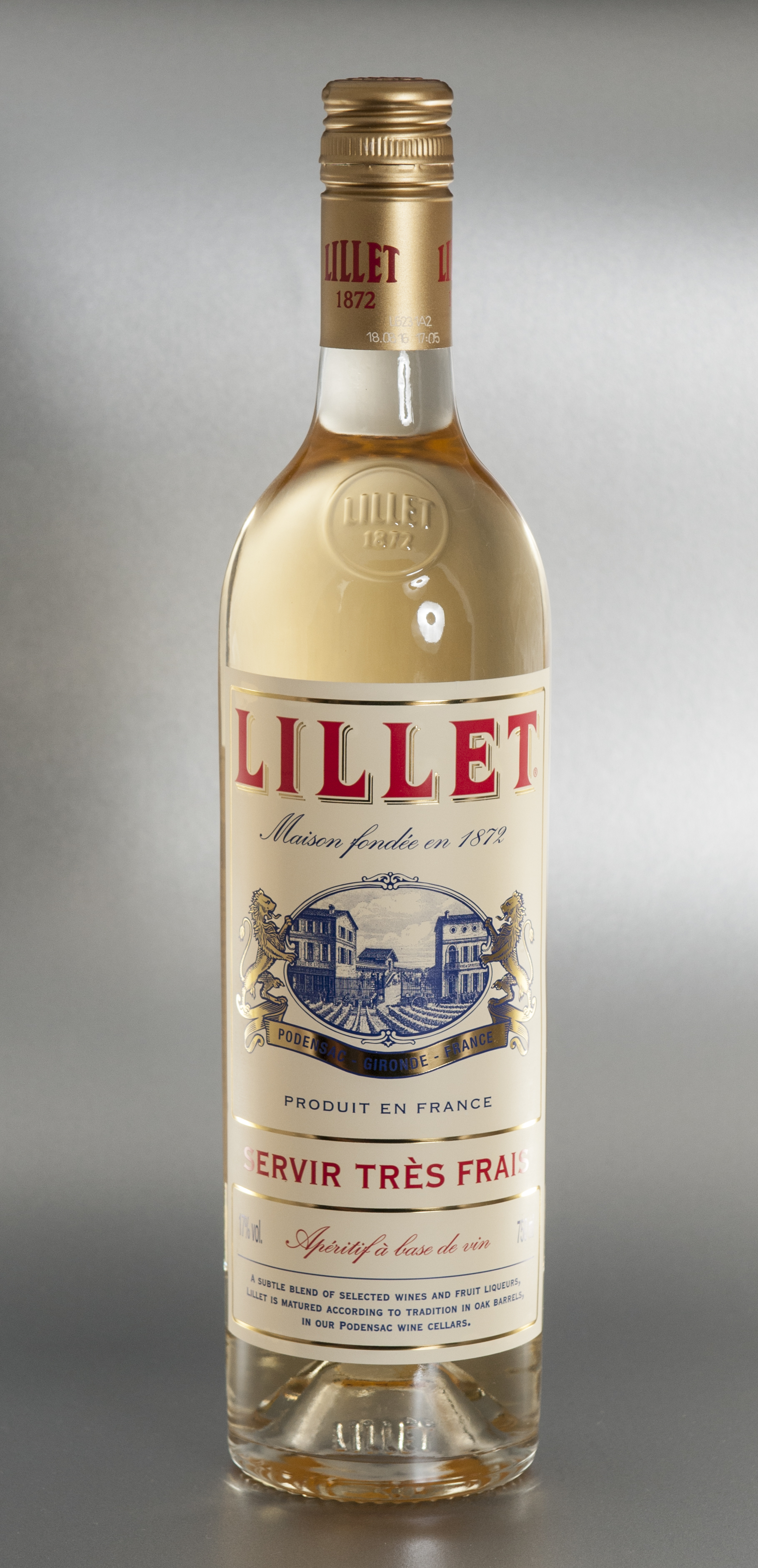
Botella de Lillet

El Lillet (en francés /li.lɛ/), clasificado como un vino aromatizado según la legislación de la UE, es un aperitif a base de vino francés, concretamente de Podensac. Es una mezcla de 85% de vinos de la región de Burdeos (Semillon para Blanc y Rosé, Merlot para Rouge) y 15% de licores macerados, principalmente licores cítricos (cáscaras de naranjas dulces de España y Marruecos y cáscaras de naranjas verdes amargas de Haití). La mezcla se añeja en tinas de roble. Durante el proceso de envejecimiento, Lillet se trata como un vino de Burdeos más (se somete a clarificación, trasiego, filtrado ...etc.).
En la formulación original de Kina Lillet (llamada así con respecto a su condición de quinquina), el licor de quinina hecho de corteza de cinchona del Perú se incluyó entre sus ingredientes. Lillet pertenece a una familia de aperitivos conocidos como vinos tónicos debido a la adición de licor de quinina.

## Variantes
- Kina Lillet (1887–1986): un licor hecho con vino blanco mezclado con licores de frutas y aromatizado con quinina. «Kina» deriva del ingrediente principal de la quinina: la corteza del árbol kina-kina (o cinchona).
- Lillet Dry (1920–?): Una fórmula más seca creada para el mercado británico. Se considera el Kina Lillet mencionado por el personaje de Ian Fleming James Bond cuando creó el Vesper Martini.
- Lillet Rouge (1962-presente): un licor a base de vino tinto, que fue sugerido por primera vez por el comerciante e importador de vinos estadounidense Michael Dreyfus, uno de los primeros en importar Lillet a los Estados Unidos.
- Lillet Blanc (1986-presente): una variante más dulce de la versión a base de vino blanco con sabor a quinina reducido. Reemplazó al Kina Lillet.
- Lillet Rosé (2011-presente): un licor a base de vino rosado.

## Historia
En 1872, los hermanos Paul y Raymond Lillet, destiladores y comerciantes de vinos y licores, fundaron su empresa La Maison Lillet en Podensac, Burdeos, al sur de Francia. La idea de hacer aperitivos en Burdeos surgió del Padre Kermann, un médico que abandonó Brasil al comienzo del reinado de Luis XVI. De vuelta en Francia, se estableció en Burdeos, donde produjo licores y fortificadores de plantas como la quinina. Durante ese tiempo, Burdeos se convirtió en uno de los lugares más importantes para el negocio del vino europeo. También fue el principal puerto de Francia para productos importados de las islas del Caribe.
A finales del siglo XIX, las personas desarrollaron un gran miedo a la enfermedad como consecuencia de los descubrimientos realizados por Louis Pasteur (1822-1895). Sin embargo, el vino, dijo Pasteur, «puede considerarse con razón como la más saludable y la más higiénica de todas las bebidas». Como resultado, los vinos tónicos (con quinina) se hicieron muy populares ya que la quinina se usaba para combatir las fiebres y aliviar los síntomas de la malaria.
En 1887, Pierre y Raymond Lillet crearon Kina Lillet. Originalmente blanc, cuando todos los demás aperitivos eran rouge, Lillet era el único aperitivo de una ubicación geográfica específica, una de las más famosas, la región de Burdeos o, más precisamente, la región de los Grandes Sauternes (en ese momento Sauternes cubría denominaciones que ahora se consideran como Denominación de Burdeos o Graves).
Durante la década de 1920, las exportaciones de Lillet aumentaron considerablemente en Europa y África. La marca también se hizo famosa en Francia, gracias a las campañas publicitarias. Al mismo tiempo, Lillet fue servida en transatlánticos, parte de la razón de su éxito con la alta sociedad en Nueva York. Los camareros estadounidenses lo usaban para hacer cócteles de moda.
En 1962, Pierre Lillet, nieto de Raymond, dispuesto a capitalizar el creciente gusto de los Estados Unidos por el vino tinto, creó Lillet Rouge para el mercado estadounidense.
En la primera parte de la década de 1970, Maison Lillet eliminó «Kina» de la marca llamándola simplemente Lillet. «Kina» se había convertido en un término genérico utilizado por muchos aperitivos para enfatizar su contenido de quinina, y ya no era relevante para la época. Lillet es el nombre de la familia y se convirtió en el único nombre de la marca.
Para mejorar la calidad y la sostenibilidad de la receta de Lillet, en 1985, Lillet se reformuló, después de un trabajo cercano con el Instituto de Enología de la Universidad de Burdeos, aplicando la enología moderna. Para mejorar el equilibrio entre acidez y dulzura, el contenido de azúcar se redujo ligeramente, dando prioridad a la fructificación y manteniendo la misma concentración de amargor de quinina.
En 2011, bajo el maestro de bodega Jean Bernard Blancheton, se introdujo la versión rosa Lillet dirigida a las consumidoras.

## Publicitario y artes
- 1896: primeras placas de hierro de publicidad Lillet.[5]
- 1903: primer póster ilustrado de Lillet creado por Raymond Lillet.[6]
- 1906: segundo póster ilustrado de Lillet diseñado por Georges Dola.[6][7]
- 1909: Lanzamiento de Lillet en transatlánticos, con el reclamo: «Kina-Lillet & Sauternes Lillet se puede obtener en todos los barcos de vapor de Cie Transatlantique. Siempre se debe servir helado».[6]
- 1924 – 1935: Campañas promocionales «Kina-Lillet, 11 Grandes Premios» y «Pide un Lillet» en transporte público.[8]
- 1925 – 1935: campañas publicitarias que promueven fútbol, baloncesto y rugby por André Galland.[9]
- 1930: Harry Craddock apareció en los anuncios de Lillet en una revista comercial del Reino Unido.[10]
- 1930: anuncios murales a lo largo de las calles.[11]
- 1937: el diseño del artista francés Robert Wolf lleva a Lillet a un público más amplio.[12]
- 1940 – 1951: los anuncios alcohólicos están prohibidos durante y después de la Segunda Guerra Mundial.[13]
- 1950 – 1951: Participación en exposiciones comerciales en Burdeos, Toulouse, Nantes, Quimper y Clermont-Ferrand.[14]
- 1967: Roger Seguin diseñó un póster publicitario[15]
- 2008: carteles diseñados por Stina Persson.[16]
- 2012: ilustraciones de Sara Singh para Lillet
- 2014: fotografía de escena de la azotea de Lillet Paris por Pauline Daniel

## Presentación
Lillet es un vino de aperitivo (una mezcla de vinos de Burdeos y licor de cítricos), destinado a servirse bien frío a 6–8 °C. En Francia, Lillet generalmente se sirve en hielo con una rodaja de naranja o piel de limón o lima. En Alemania, Austria y Suiza, Lillet blanc se sirve con mayor frecuencia como Lillet Vive, un trago largo del Lillet blanc. Un Lillet Vive es 5 cl Lillet blanc, 10 cl tónica, una rodaja de pepino, una fresa y hojas de menta.
En otros países, especialmente en los EE. UU. y en el Reino Unido, se usa con más frecuencia como ingrediente de cóctel. Los cócteles Lillet más conocidos son el Vesper, el Corpse Reviver #2, el Siglo XX y el Old Etonian. Las recetas aparecen en los libros de cócteles, incluyendo The Bartender's Bible de Gary Regan, Savoy Cocktail Book de Harry Craddock y Complete World Bartender Guide de Bob Sennett. En la década de 1930, el Savoy Cocktail Book publicó 22 recetas de cócteles Lillet (46 Cointreau, 24 Dubonnet, 24 Chartreuse y 10 Grand Marnier, por comparación).
Un Lillet Spritz es un cóctel de dos ingredientes en el que Lillet blanco o rosado se mezcla con agua con gas y algún garnish como menta, bayas, arándanos o ramitas de tomillo.  En los Estados Unidos se distribuyó un folleto titulado «El libro de Lillet de cócteles Apertif» con botellas de Lillet. Incluía una receta que describía un Lillet Spritz como «3 partes de Lillet Blanc o Lillet Rose y 3 partes de agua tónica. Construya sobre 3 cubitos de hielo grandes en una copa de vino alta y adorne con pepino, menta y fresa»

## En la cultura popular
• Años 1950: la duquesa de Windsor, la esposa estadounidense de Eduardo VIII, era una gran admiradora de Lillet. Le presentó a Lillet a la alta sociedad, particularmente en Fauchon, y a los hoteles parisinos de clase alta como George V o Ritz, donde se hospedaba regularmente.
• 1953: en la primera novela sobre James Bond de Ian Fleming, Casino Royale, Bond inventa y ordena un Martini de Kina Lillet, al que llamó Vesper por su interés amoroso en Vesper Lynd: «Un martini seco. Uno; en una copa de champán profunda». «Oui, monsieur». «Solo un momento. Tres partes de Gordon's, una de vodka, media medida de Kina Lillet. Agítelo muy bien hasta que esté helado, luego agrega una rodaja grande y delgada de de limón. ¿Entendido?» «Ciertamente, monsieur». El camarero parece satisfecho con la idea.
• 1981: Lillet es la bebida preferida del asesino en serie Hannibal Lecter en la serie de libros escritos por Thomas Harris.
• 2006, 2008: El Vesper Martini Dry aparece en las películas de James Bond Casino Royale y Quantum of Solace.